# Lacerdópolis
Lacerdópolis es un municipio brasileño del estado de Santa Catarina. Tiene una población estimada al 2022 de 2 248 habitantes. Pertenece a la Región metropolitana de Contestado.

## Toponimia
El nombre Lacerdópolis es en honor a Jorge Lacerda (1914-1958), 16° gobernador de Santa Catarina.

## Historia
Antes de la colonización, la localidad era habitada por los cáingang. Bordeado por el Rïo do Peixe, el lugar intensificó su población en 1910 con el ferrocarril São Paulo-Rio Grande do Sul.
Esta aldea pasó a ser distrito de Capinzal en 1961, con el nombre de Lacerdópolis. Se emenacipó el 11 de noviembre de 1963.